# Scotch Street
Scotch Street (Sráid na nAlbanach in gaelico irlandese) è un villaggio dell'Irlanda del Nord, situato nella contea di Armagh.